# Зоммерхальдер, Макс
Макс Зоммерхальдер (нем. Max Sommerhalder; род. 1947, Золотурн) ― швейцарско-немецкий трубач и музыкальный педагог; солист оркестра Тонхалле и симфонического оркестра Берлинского радио, профессор Детмольдской высшей школы музыки.

## Биография
Макс Зоммерхальдер получил музыкальное образование в Цюрихской высшей школе музыки. После её окончания он совершенствовал своё мастерство у Пьер Тибо в Париже, Филипа Джонс в Лондоне и Хорста Айхлера в Берлине.
Окончив учёбу, был солистом оркестра Тонхалле в Цюрихе и симфонического оркестра Берлинского радио. В качестве приглашённого музыканта он выступал в составе многих других оркестров Европы. Кроме того он неоднократно с сольными концертами. Первым записал ряд сочинений для трубы таких композиторов-романтиков как Оскар Бёме, Густав Кордс и Василий Брандт.
С 1985 года  преподаёт в Детмольдской высшей школы музыки. Он регулярно даёт мастер-классы в консерваториях всего мира, а также является членом жюри многих международных конкурсов.
Сын Зоммерхальдера Джулиано — также трубач, лауреат международных конкурсов.